# Javier del Prado
Javier del Prado Biezma (Toledo, 1940) es un escritor, profesor universitario, crítico y teórico de la literatura (especializado en la poética de los textos y su relación con los demás espacios artísticos). Ha publicado unos 20  libros y unos 200 artículos relacionados con la crítica literaria.

## Biografía
Nace en Toledo, de donde será expulsado, con dos años, como consecuencia de los Consejos de Guerra que sufren sus padres. La condición de maestra de pueblo de su madre le permitirá pasar la infancia en un ambiente rural que marcará su imaginario, algo que aparece de continuo en su poesía. Llevará a cabo sus estudios de Bachillerato en Italia (Turín) y Francia (Lyon), siempre en internado, consiguiendo su Baccalauréat en Francia. Estas variadas estancias, con un año pasado en Madagascar, como profesor, marcarán definitivamente su horizonte imaginario, existencial y cultural, situándolo en un espacio de "problemática marginalidad", tal como él la define en uno de sus poemarios.
De vuelta a España a los 21 años, cursa estudios de Filosofía y Letras, con el privilegio de ser alumno del gran crítico francés Jean-Pierre Richard que le dirigió su primer trabajo de investigación. Obtiene la Cátedra de Francés de IES, en 1966, y tras ocho años de docencia en la Enseñanza Secundaría, durante los que fue director de Instituto en Vizcaya y en Madrid, accede a la Universidad, como Catedrático de Literatura Francesa. De 1976 a 2012 (año de su jubilación definitiva), siempre en la Universidad Complutense de Madrid, será Secretario de Facultad (1982-1988), Director de Departamento (1988-2008), miembro permanente de la Junta de Facultad y del Claustro y durante diez años (1998-2008) miembro del Consejo de Gobierno de la Universidad, en representación de los Directores de Departamento de Humanidades de la Universidad. Creó en 1978 la revista Thélème.

## Formación académica
Con una formación filológica clásica, en la que sobresale la figura de Dámaso Alonso, acabará centrando sus inquietudes intelectuales, bajo la tutela de J. P. Richard, al que considera no sólo su maestro sino la voz más seductora de la Crítica Literaria Francesa, en los estudios literarios que nacen de conjunción  del existencialismo y de la fenomenología (Merleau-Ponty) con la tipología simbólica de G. Bachelard: el Thématisme: crítica ontológica de las profundidades del texto, basada en la red de temas simbólicos que articulan en la obra un “universo imaginario”, un “paisaje interior” o una “geografía mágica”. Fruto de esta formación será su Tesis doctoral, Estudio psicosemántico del universo de Patrice de la Tour du Pin (1973).
Durante toda su vida académica ha impartido clases de Literatura, y de las relaciones de ésta con las demás Artes. Ha sido profesor invitado especial por las Universidades  de Nanterre, Sorbona, Michel de Montaigne (Bordeaux III),  Toulouse, Turín, Autónoma de Madrid (de la que es Profesor Honorífico), Sevilla, Valencia,  etc., en las que ha impartido siempre Cursos especializados de Doctorado, Máster o de preparación para el Diploma de la Agrégation francesa. Ha dirigido una 50 Tesis Doctorales.
Javier del Prado es director del Grupo Complutense de Investigación La Europa de la escritura y de la imagen, miembro de la comisión Coordinadora de la ANECA, para la elaboración del Libro Blanco sobre  “Estudios en el ámbito de las Lenguas, las Literaturas y Aspectos de Cultura y Civilización” (elaboración y presentación del libro), Coordinador del Máster interuniversitario en Estudios Literarios (Complutense, UNED, U. Politécinica de Madrid, 2005-2008), Asesor de la Agencia Andaluza de Evaluación de la Calidad y Acreditación Universitaria, ‘Informador’ de la ANECA para los concursos de habilitación de Titulares y Catedráticos de Universidad, doctor honoris causa de la Universidad Michel de Montaigne (Bordeaux, 2001),, Officier de l’Ordre des Palmes Académiques (1988), Medalla de Oro de La Universidad Complutense (2010), Premio Internacional de Poesía  Barcarola (1988), Premio internacional de Traducción de poesía por el “Cénacle Européen – Arte et Poésie”, con sede en París (2017) y fundó, en 1977, en el interior de la Sociedad de Amigos de la Lengua Francesa, la Sección de Profesores de Francés de la Universidad Española, que acabaría convirtiéndose en la  AFUE.

## Producción científica
El descubrimiento de la semántica estructuralista de A. J. Greimas, en su doble perspectiva: la sintáctica, con la propuesta de la dinámica actacial, como motor de la temporalidad del texto (su eje sintagmático), y la semántica, con la propuesta de los niveles isotópicos de la organización del texto, como espesor espacial de significados superpuestos (su eje paradigmático), le llevará a buscar un punto de coincidencia del tematismo con el estructuralismo, con el fin de formular, como propuesta propia, la posibilidad de un Tematismo estructural. Con ello consigue dotar al tematismo de una articulación metodológica, aplicable a la docencia, y, al estructuralismo de unos contenidos existenciales, simbólicos e ideológicos, aptos para la configuración coherente de los universos de ficción analizados.
La primera consecuencia es una reformulación del concepto y de la morfosintaxis de la metáfora. En primer lugar, estos se alejarán de la perspectiva teórica de Jakobson, al proponer la “función referencial” de la metáfora, como fuerza creadora de nuevos referentes y de nuevas instancias referenciales. En segundo lugar, el abandono del estudio de la metáfora aislada que, en cierto modo, reducía ésta a una función ornamental, da pie a la lectura de los textos como “estructuraciones metafóricas dinámicas”; lo que contribuye, por un lado, a relegar la noción de redundancia, aplicada por Jakobson a los textos poéticos no narrativos y, por otro, a permitir un análisis interpretativo (existencial y/o ideológico) de esas estructuras, en función de los agentes catalizadores que potencian (de manera constante y coherente)  las trasgresiones semánticas que dan a luz a las metáforas.
La segunda consecuencia contempla la necesaria lectura temático-estructural del texto (sea este narrativo o no). La idea central del sistema crítico consiste en ver cómo el tema o complejo temático, que organiza el eje paradigmático del universo imaginario de una ficción, es el motor del devenir del texto como historia, al tomar aquel carne anecdótica en uno o varios de los principales personajes de la narración, convertido en la  principal fuerza actancial (objeto o sujeto del deseo) del texto.
Las reflexiones sobre la evolución de los géneros literarios y de las artes plástica le ha llevado, al final de su vida académica, a formularse los problemas ontológicos, existenciales y formales de dicha evolución, atendiendo a la lectura que Yves Bonnefoy hace del axioma de Horacio (“Ut pictura poïesis”), tomándolo en su sentido más radical: la vocación suicida de la poesía y de la pintura modernas ha consistido en conquistar, la primera, el espacio y la función de la segunda (lo concreto y lo sensorial) y en conquistar, la segunda, el espacio de la primera (la abstracción y lo conceptual).

## Otras obras

### Crítica literaria
- Para leer a Proust. Madrid, Palas Atenea, 1990.
- Autobiografía y modernidad literaria. Cuenca, con J. Bravo y D. Picazo. 1994.
- Historia de la Literatura Francesa, como Director y autor, Madrid, Cátedra, 1994.
- Poeta: entre profesor y crítico. Madrid,  Ediciones Complutense. 2010.
- “La estructura semántica de la oda Les Révolutions, de Lamartine”, en Filología Moderna, n.º 63, Madrid, 1978.
- “La poétique de Patrice de La Tour du Pin: métaphore ou prise de chair”, en Cahiers de La Tour du Pin, Paris, 1982.
- “La función poética: el problema del referente”, en Actas del Congreso Internacional, sobre Semiótica e Hispanismo, Madrid, 1983.
- “Metáfora y estructuración metafórica del texto”, en Actas del Coloquio Internaciona, Teoría del Discurso Poético, Toulouse, 1984
- “Deux procédés de la poéticité moderne”, en La parole poétique, (Bulletin Hispanique Tome 107, n.º 1), Université Michel de Montaigne, Bordeaux, 2005.
- “De las formas fijas a las formas abiertas. Un falso problema de la poesía”, en Cómo leer un poema. Estudios interdisciplinares, (P.U.Z., Zaragoza. 2006).

### Creación literaria
- Fragmentos de una autobiografía imposible. Imp. Colomer, 1987.
- La palabra y su habitante. Ediciones de la Discreta, 2003.
- En las márgenes de.... Adamaramada Ediciones, 2006.
- Mirador del Berbés (en veintiún poemas y un discurso). Albacete, Barcarola, 1989.
- Fragmentos de un sueño (cuentos), Correspondance, Cáceres, 1993.
- El bienio aciago (cuaderno interior in Cuadernos del Matemático),  Madrid, 1997.
- El año de los tulipanes, (novela); Milenium, Barcelona-Lérida; 2003.
- A borbotones geométricos, (libro de poemas); editorial Los Libros del Mississippi, Madrid; 2024 ISBN: 978-84-128242-4-7

### Traducciones de poesía
- Prosas Completas de Mallarmé.; con J.A. Millán. Alfaguara, Madrid, 1988.
- Poesías completas, de A. Rimbaud.  Cátedra. Madrid,, 1996.
- Poesías completas de Léopold Sedar Senghor. Cátedra,Madrid, 1999.
- Baudelaire,  O.C. Con J. A. Millán Alba. Espasa. Madrid, 2000.
- “Gerard de Nerval”. Antología de la poesía rancesa romántica. Cátedra, Madrid, 2000.